# Moulin Saint-Augustin
Le moulin Saint-Augustin ou moulin des Hermitants est une propriété située sur la rive droite du Calavon, sur les communes d'Oppède et de Ménerbes, dans le département de Vaucluse en Provence (France).

## Emplacement
Le moulin est situé en bordure nord-est de la commune d'Oppède, au nord du Calavon et séparé de la commune de Gordes au nord par la route nationale 100. 

## Histoire
À l'origine propriété des religieux ermites de l'abbaye de Sénanque (Gordes), servant pour leur approvisionnement, il fut vendu en 1210 à la famille du comte de Roger de Châteauneuf. Par la suite, le comte revendit la propriété tout en se réservant le droit de moudre son blé au moulin des Augustins de Sénanque. Cette dernière la revendra à la famille de Sade qui en restera propriétaire jusqu'à la Révolution.
Le moulin s’arrête officiellement en 1945, mais l'activité agricole est maintenue, les terres adjacentes étant de bonne qualité et facilement irrigable grâce à la proximité du Calavon.
À la fin des années 70, le bien est mis à la vente par l'agence Rosier. Ceux-ci poussent alors leurs voisins sur Gordes, la famille Nibbio à se porter acquéreur de l'ensemble en 1980. Restauré petit à petit par ces derniers, le fils ainé reprend l'activité de presseur d'huile d'olive en 2001.

## Architecture
Le bâtiment principal a une forme de U ouvert au sud, en direction du Calavon et du Luberon. L'ensemble est en pierres, souvent enduites, avec une toiture en tuiles canal anciennes, parfois à une, parfois à deux pentes.
La dépendance principale de l'ensemble est un vieux pigeonnier, détaché du reste du bâti, et situé sur la commune voisine de Ménerbes. Le bâtiment est en pierres et de forme conique, une toiture également en tuiles canal ancienne.

## Activités
On y a produit de la farine, du vin, du miel, de l'huile d'olive et on y a pratique d'autres activités telles que l'élevage et la filature de soie. 
De nos jours, le moulin à farine n’est plus en activité et seulement de l’huile d’olive est produite sur place.
Celle-ci est produite à partir de la variété d’olives locale, l’Aglandau.